# Эбана
Эбана (? — после 450) — царь Аксума, правивший в середине-конце V века. При нём Аксумское царство, являлось христианским союзником Византийской империи.
Занял трон по разным версиям в 439 или 450 годах. Известен благодаря многочисленным монетам, найденным преимущественно на юге Аравийского полуострова. Его золотые монеты «самые распространенные из аксумских золотых монет». Это может свидетельствовать о продолжении активной политики царства в этом регионе, в частности, попытках царя Аксума укрепить здесь свою власть.
Клад аль-Мадхарибы, найденный в Йемене, содержал 538 экземпляров его золотых монет. Специалисты предполагают, что большое количество монет указывает на то, что «он правил значительное время». На аверсе некоторых монет написано ЭБ АНА, имя правителя, а на другой стороне — крест. На реверсе большинства монет имеются надписи: CIN CAX ACA SAC и ANA BAS CAC SEB.
Трон унаследовал его брат Незул. Также брат Усаса.